# Allium callidyction
Allium callidyction — вид трав'янистих рослин родини амарилісові (Amaryllidaceae), поширений у Туреччині, Ірані, Іраку, Закавказзі.

## Опис
Насіння ± яйцювате, 4–7-куте, ≈ 2.85 × 1.38 мм.

## Поширення
Поширений у Туреччині, Ірані, Іраку, Закавказзі.